# Sterre Veldhuis
Sterre Veldhuis (Oldenzaal, 1 november 2002) is een voormalig profvoetbalspeelster uit Nederland. Ze speelde als verdediger voor FC Twente in de Vrouwen Eredivisie. Na haar periode als profvoetbalster komt ze uit voor FC Berghuizen. 

## Clubcarrière
Sterre Veldhuis begon met voetballen bij ZVV De Esch in haar geboorteplaats Oldenzaal. Veldhuis werd op op 29 december 2017, nadat ze al een tijdlang had meegetraind, geselecteerd om met FC Twente op trainingskamp te gaan naar Girona, Spanje. Op 10 januari 2018 maakte Veldhuis in een oefenwedstrijd tegen Montpellier HSC haar officieuze debuut voor FC Twente. Ook in een oefenwedstrijd tegen FC Gütersloh maakte Veldhuis minuten.
In 2018 maakte Veldhuis deel uit van de beloftenploeg van FC Twente uitkomend in de beloftencompetitie.
Een doorbraak bij FC Twente bleef uit, waarna Veldhuis terugkeerde als amateur bij FC Berghuizen. In 2024 wist zij met deze club te promoveren naar de topklasse. Hiervoor moest Veldhuis met haar club af zien te rekenen met provinciegenoot RKSV De Tukkers om het kampioenschap te bewerkstelligen.

## Statistieken
| Seizoen | Club      | Competitie         | Competitie | Competitie | Beker | Beker | Overig | Overig | Totaal | Totaal |
| Seizoen | Club      | Competitie         | Wed.       | Dlp.       | Wed.  | Dlp.  | Wed.   | Dlp.   | Wed.   | Dlp.   |
| ------- | --------- | ------------------ | ---------- | ---------- | ----- | ----- | ------ | ------ | ------ | ------ |
| 2020/21 | FC Twente | Vrouwen Eredivisie | 0          | 0          | 0     | 0     | 0      | 0      | 0      | 0      |
| 2021/22 | FC Twente | Vrouwen Eredivisie | 0          | 0          | 0     | 0     | 0      | 0      | 0      | 0      |
| Totaal  | Totaal    | Totaal             | 0          | 0          | 0     | 0     | 0      | 0      | 0      | 0      |

Bijgewerkt t/m 2 augustus 2024.

## Interlandcarrière
Sterre Veldhuis is als jeugdinternational uitgekomen voor Nederland O16. Veldhuis werd geselecteerd voor het Nordic Tournament. Ze maakte voor deze jeugdselectie haar debuut op 4 juli 2018 in een wedstrijd tegen de leeftijdsgenoten van Denemarken. Op 9 oktober 2018 werd Veldhuis op de standby-lijst gezet van de selectie van Nederland onder 17 voor de EK 2019 kwalificatieduels. Voor een oefenduel tegen de leeftijdsgenoten van België werd Veldhuis eveneens op de standby-lijst gezet.